# والری بورچین
والری بورچین (روسی: Вале́рий Ви́кторович Бо́рчин؛ زادهٔ ۱۱ سپتامبر ۱۹۸۶) یک دونده پیاده‌روی سرعت اهل روسیه است. وی در مسابقات کشوری و بین‌المللی در مجموع برندهٔ ۱ مدال طلا و ۱ مدال نقره شده‌است. بورچین همچنین برندهٔ جوایزی همچون نشان دوستی شده است.